# Julián de Ajuria
Julián de Ajuria (Ubide, Vizcaya, España, 1886-Buenos Aires, Argentina, 17 de mayo de 1965) a veces llamado Julián Ajuria o Julián de Aujuria, fue un empresario y productor de cine español que se dedicó a la distribución de películas en España y Argentina; en este último país participó en importantes filmes de la época anterior a la llegada del sonido al cine.  

## Actividad profesional
En 1906 emigró a la Argentina, donde trabajó en Buenos Aires como comentarista de películas que, en ese momento, carecían de sonido. Se asoció con Mario Gallo, que se ganaba la vida como pianista, y Pablo Epstein para la distribución de películas extranjeras y juntos en 1908 produjeron el largometraje El fusilamiento de Dorrego y La revolución de mayo (1909) que son consideradas las primeras películas con argumento de Argentina, si bien hay dudas sobre cuál de ellas fue la que filmó antes.
  

En 1912 Ajuria fundó la Sociedad General Cinematográfica, una empresa que cambió la forma de distribuir las películas en el país pues en lugar de vender las copias utilizaba el procedimiento de alquilarlas a los exhibidores y, además, proveía el financiamiento de producciones cinematográficas. El tercer filme en cuya producción intervino fue Nobleza gaucha (1915), dirigida por  cuyo estreno fue un fracaso, pero José González Castillo tuvo la feliz idea de sustituir casi todas las leyendas explicativas del filme con fragmentos de los poemas Martín Fierro y Santos Vega, obteniendo en su segundo estreno un éxito clamoroso que permitió que los $20,000.00 pesos que costó la película se convirtieran en $600,000.00 pesos de ingresos. Una idea de la popularidad del filme la da el hecho de que llegó a darse simultáneamente en 25 cines porteños y además que fue vista en España, Brasil y otros países latinoamericanos.
En 1915 Ajuria trajo al país para distribuir el filme estadounidense El capitán Álvarez o Bajo la tiranía de Rosas, cuyo protagonista es un diplomático de ese país que salva partidarios del Partido Unitario perseguidos por La Mazorca y en cuya escena final se ve a Juan Manuel de Rosas huyendo del país. El filme tenía gruesos errores de ambientación -por ejemplo Buenos Aires era mostrada con las montañas californianas de fondo-, algunos críticos pretendieron sin éxito que la prohibieran y Ajuria hizo colorear a mano la película y dio gran importancia al estreno.
Su sueño era realizar un filme histórico nacional con la grandilocuencia y fastuosidad del cine hollywoodense, y por muchos años intentó interesar a varios productores americanos en ese proyecto. Finalmente, cansado de negativas, el empresario decidió invertir por cuenta propia el dinero necesario para el rodaje de este film que, según diversas fuentes de la época, se aproximó a los 300.000 dólares; la réplica del Cabildo de Buenos Aires costó quince mil dólares, se contrataron asesores históricos para que los escenarios y el vestuario fueran los más fieles posibles y en las batallas y escenas de masas trabajaron dos mil extras. La película fue titulada retomando una frase de la versión original del Himno nacional argentino, estuvo a cargo del ignoto director norteamericano Albert H. Kelley y contó con el guion y la supervisión histórica de De Ajuria y con la producción de su empresa, la Sociedad General Cinematográfica. Cruzando una imaginaria intriga sentimental entre el revolucionario Manuel Belgrano y la hija de un general español que secretamente abraza la causa patriota, el filme se sumerge en los sucesos que condujeron a la Revolución de Mayo en 1810 y sigue las acciones de este prócer argentino hasta los campos de batalla. La película fue interpretada por importantes estrellas norteamericanas de la época, con Francis X. Bushman interpretando a Belgrano y la actriz Jacqueline Logan –que acababa de triunfar en el codiciado rol de María Magdalena en la bíblica The King of Kings (Cecil B. DeMille, 1927)– en el rol de su joven prometida. Una nueva y gloriosa nación contó al menos con dos versiones, una larga destinada al público argentino y otra abreviada y despojada de las escenas más localistas, dirigida al mercado extranjero.
Más adelante se dedicó también a comprar y distribuir películas en España y por medio de la empresa Programa Ajuria fue el primer introductor de películas de la Paramount en ese país.
Julián Ajuria falleció en Buenos Aires en 1965.

## Pensamiento de De Ajuria
Escribió el biografiado:

"Qué alegría me produce hoy ver la marcha ascendente de la producción nacional, la cual se esfuerza por “dar vida a los próceres”, destacar los hechos históricos, fomentar el patriotismo, elevar los sentimientos del pueblo, deleitar con fines útiles, indicar los deberes de cada ciudadano, que son la virtud y el trabajo; condenar el desorden, el error y el vicio, y guiar a todos por el buen camino (....) Para el logro de tan altos fines se deben revestir los autores dramáticos de autoridad pública, a fin de instruir a sus conciudadanos por medio del cinematógrafo, convencidos de que la nación les confía tácitamente el cargo de censores de la multitud ignorante. (...)Lanza tus rayos luminosos sobre la pantalla, para que vean las bellezas de la Argentina (...) y sepan lo
contentos y felices que vivimos, mostrándoles las ciudades, las instituciones, los panoramas, las vidas y costumbres , la generosidad del pueblo con el extranjero; para que vean que vivimos entre la abundancia y el progreso, que no nos faltan afectos y sentimientos, y [lo] que las provincias argentinas nos ofrecen.

## Filmografía
Productor
- El fusilamiento de Dorrego (1908)
- La revolución de mayo (1909)
- Nobleza gaucha (1915)

Productor y guionista
- Una nueva y gloriosa nación (1928)